# Joaquim Forn i Roget
Joaquim Forn i Roget (Arenys de Mar, 1813 - Roma, 1870) va ser un acadèmic i teòleg.
De petit, en comptes de jugar s'estimava més estudiar i, als 14 anys entrà al noviciat i el 1842 fou ordenat sacerdot.
Ensenyà lògica, metafísica, teologia i dret canònic a Ovrieto, França, Anglaterra i Roma, on va escriure un tractat sobre el dogma de la Immaculada Concepció. El 1855 va ser nomenat assistent d'Espanya i Anglaterra però al cap de 4 anys ja era a Barcelona on exercí com a Catedràtic fins al 1868.
D'altra banda, cal destacar que excel·lí en la predicació i fundà i dirigí la Congregació Mariana de Joves de Barcelona. Amb la revolució de 1868 va rebre l'ordre de sortir de Barcelona però, tant a ell com a altres jesuïtes companys seus, els negaren el passaport i les cèdules personals. Llavors el Pare Forn es recordà dels amics i parents d'Arenys i aquests aconseguiren que la Junta Revolucionària estengués els documents que li calien. Al cap de poc dies, arribà a Londres, el nomenaren Rector de Westminster i, el 1870, fou elegit teòleg consultor al Concili Vaticà. En arribar a Roma, caigué a l'Església de Jesús i es trencà una cama i la ferida se li va gangrenar.
Joaquim Forn, que havia estudiat Medicina, parlava nou idiomes i s'escrivia amb molts savis europeus, va morir a Roma –tal com havia pressentit feia temps– i fou enterrat a la mateixa església.